# 沈客卿
沈客卿（しん かくけい、生年不詳 - 589年）は、南朝陳の後主の寵臣。本貫は呉興郡武康県。

## 経歴
客卿は風采が美しく、談論を得意とし、群書を広く渉猟した。若いころから施文慶とは昵懇の間柄だった。陳に仕えて、尚書儀曹郎に累進した。客卿は聡明で口がうまく、故事を良く知っていたため、朝廷の儀礼について議論が起こると、客卿の判断が多く採用された。
至徳初年、客卿は中書舎人となり、歩兵校尉を兼ね、国庫の資産を管轄した。ときに後主が大規模な宮殿改築をおこなったため、財政は窮乏し、国庫は枯渇していた。客卿は関所や市場での商売に重税を課し、太市令の陽恵朗や尚書金倉都令史の曁慧景らとともに厳しく税を取り立てて、民衆の怨嗟を買った。歳入は正規の数十倍を超えるようになり、後主を喜ばせた。ほどなく客卿は中書舎人のまま散騎常侍・左衛将軍の位を加えられた。
禎明3年（589年）、客卿は施文慶とともに朝廷の機密を掌握していた。隋軍が侵攻してくると、施文慶が兵を率いて楽游苑に駐留したため、朝廷の内外の事務は客卿の総覧するところとなった。建康の台城が陥落すると、客卿は重税を課して後主を喜ばせていたことを隋の晋王楊広に糾弾され、施文慶・曁慧景・陽恵朗らとともに石闕の前で斬られた。

## 伝記資料
- 『陳書』巻31 列伝第25
- 『南史』巻77 列伝第67